# Крекінг-установка у Братиславі
Крекінг-установка у Братиславі — підприємство нафтохімічної промисловості у Словаччині, розташоване на південно-східній околиці столичного міста Братислава. Станом на другу половину 2010-х років єдине у своєму типі в історії хімічної промисловості країни.
Установку парового крекінгу ввели в експлуатацію на майданчику нафтопереробного заводу компанії Slovnaft у 1976 році. Вона розрахована на використання переважно газового бензину (78%) та певної частки зріджених газів – бутану (14%) і пропану (8%).
Установка  мала потужність з випуску 200 тисяч тонн етилену на рік. В подальшому цей олефін спрямовували на три лінії полімеризації у поліетилен загальною потужністю до 185 тисяч тонн. Крім того, етилен споживала запущена ще у 1966 році установка етилбензолу (сировина для продукування стиролу) потужністю 42 тисячі тонн на рік (другий компонент – бензол – випускався на цьому ж виробничому майданчику), а також введена в експлуатацію у 1977-му установка з виробництва оксиду етилену (35 тисяч тонн на рік) та моноетиленгліколю (15 тисяч тонн). На початку 2010-х останні виробництва закрили, а замість трьох старих ліній поліетилену в 2016-му спорудили нову потужністю 220 тисяч тонн на рік. Піролізна установка також пройшла певну модернізацію з доведенням випуску етилену до цього ж об’єму.
Ще одним продуктом піролізу є пропілен, виробництво якого в Словаччині у 1990-х складало біля 90 тисяч тонн на рік. Для споживання останнього на майданчику Slovnaft діяли дві лінії поліпропілену із загальним показником 75 тисяч тонн на рік, які в 2005 році замінили на нову потужністю 255 тисяч тонн. Додатковий пропілен для неї отримують шляхом фракціонування газів нафтопереробки. Крім того, ще з 1966 року цей олефін споживала установка з виробництва фенолу та ацетону (35 тисяч тонн на рік, другим компонентом тут також виступав бензол), яку на початку 2010-х так само призначили на закриття.